# Niemand thuis
Niemand thuis is een single van de Nederlandse band Tröckener Kecks uit 2000. Het stond in hetzelfde jaar als tweede track op het album >TK.

## Achtergrond
Niemand thuis is geschreven door Rick de Leeuw, Theo Vogelaars, Gerben Ibelings, Rob van Zandvoort en Phil Tilli en geproduceerd door Jan-Bart Meijers. Het is een Nederlandstalig rocknummer dat gaat over eenzaamheid en in de steek gelaten worden door vrienden. Het is de laatste single van de band. De B-kant van de single is het lied met de opvallende naam Zou je niettegenstaande de recente gebeurtenissen toch nog een verblijf op amoureus gebied in overweging willen nemen alsjeblieft. Dat lied is geschreven door dezelfde liedschrijvers. 

## Hitnoteringen
Het nummer had bescheiden succes in de Nederlandse hitlijsten. Het piekte op de 63e plaats van de Mega Top 100 en het stond zes weken in deze hitlijst. In de Top 40 was geen notering, maar het kwam tot de vijfde plaats van de Tipparade.